# ながばなし
「ながばなし」は、1978年12月5日に発売されたやしきたかじんの4枚目のシングル。

## 解説
1年2ヶ月振りのシングル。アルバム未収録。ジャケットには、たかじんが帽子をかぶって階段に立ち止まっている姿が写っている。
本作品で、第二回大阪大衆音楽祭でグランプリを受賞した。

## 収録曲
- 両曲共に、作詞：荒木十章／作曲：やしきたかじん
- 編曲：馬飼野俊一

1. ながばなし [04:34]
2. 近頃の人生 [02:51]